# Chain Lakes Provincial Park
Chain Lakes Provincial Park är en park i Kanada.   Den ligger i provinsen Alberta, i den södra delen av landet, 2 900 km väster om huvudstaden Ottawa. Chain Lakes Provincial Park ligger 1 294 meter över havet.
Terrängen runt Chain Lakes Provincial Park är kuperad åt sydost, men åt nordväst är den platt. Chain Lakes Provincial Park ligger nere i en dal. Trakten runt Chain Lakes Provincial Park är nära nog obefolkad, med mindre än två invånare per kvadratkilometer.. Det finns inga samhällen i närheten.
Omgivningarna runt Chain Lakes Provincial Park är en mosaik av jordbruksmark och naturlig växtlighet.